# Caroline Henderson
Caroline Henderson (Stoccolma, 28 febbraio 1962) è una cantante svedese naturalizzata danese.

## Biografia
Nata da madre svedese e da padre afroamericano, Caroline Henderson si è trasferita a Copenaghen nel 1983, dove ha iniziato a cantare in vari complessi jazz. È salita alla ribalta al grande pubblico come cantante del gruppo Ray Dee Ohh, di cui ha fatto parte dal 1988 al 1991 e con cui ha pubblicato tre album.
Dopo lo scioglimento dei Ray Dee Ohh, Caroline Henderson ha avviato con successo la sua carriera da solista: il suo album di debutto del 1995 Cinemataztic ha venduto più di 140 000 copie in Danimarca e le ha fruttato sette vittorie ai Danish Music Awards, il principale riconoscimento musicale danese.
Negli anni 2000 la cantante è passata dall'europop alla musica jazz, confermando il suo successo commerciale con sette album piazzati nella classifica ufficiale danese (introdotta nel 2001). Inoltre, nel 2019 ha vinto un disco d'oro dalla IFPI Danmark per le 45 000 copie vendute dal singolo natalizio Vil du være min i nat, pubblicato nel 1995 ma rimasto popolare come jingle festivo anche negli anni successivi, tanto da fare la sua prima apparizione nella Track Top-40 nel dicembre del 2018.

## Discografia

### Album in studio
- 1995 – Cinemataztic
- 1998 – Metamorphing
- 2002 – Naos
- 2003 – Don't Explain
- 2004 – Made in Europe
- 2006 – Love or Nothin'
- 2008 – No. 8
- 2009 – Keeper of the Flame
- 2012 – Jazz, Love & Henderson
- 2013 – Lonely House
- 2020 – Den danske sang

### Raccolte
- 2011 – Jazz Collection

### EP
- 2015 – Ménage à trois

### Singoli
- 1995 – Famous Song/Normalize
- 1995 – Kiss Me Kiss Me
- 1996 – Made in Europe
- 1996 – Faster
- 1996 – She's a Boy Like You
- 1998 – This Is Who I Am
- 1998 – Luna
- 2000 – Hot Stuff
- 2000 – Heaven Must Be Missing an Angel
- 2002 – Dear God
- 2003 – You Don't Believe Me?
- 2003 – I'm a Fool to Want You
- 2003 – Don't Explain
- 2004 – Monday Date
- 2006 – Wild Is the Wind
- 2009 – Nature Boy
- 2015 – Lust
- 2019 – De evige tre
- 2020 – Der var engang
- 2020 – Rejser

## Filmografia

### Televisione
- Vikings: Valhalla (2022)